# Ziegelhütten (Kulmbach)

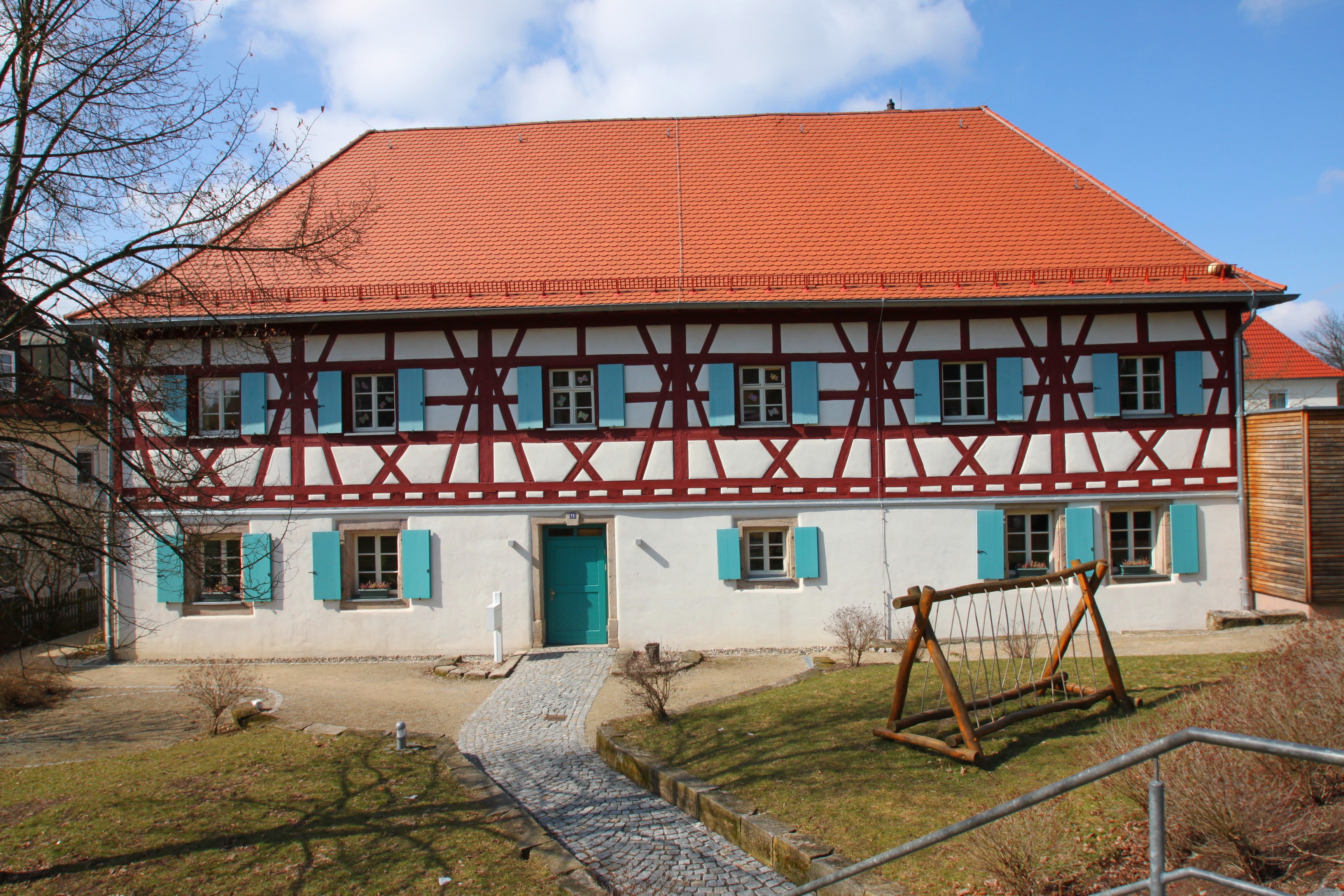
Ehemaliges Forsthaus

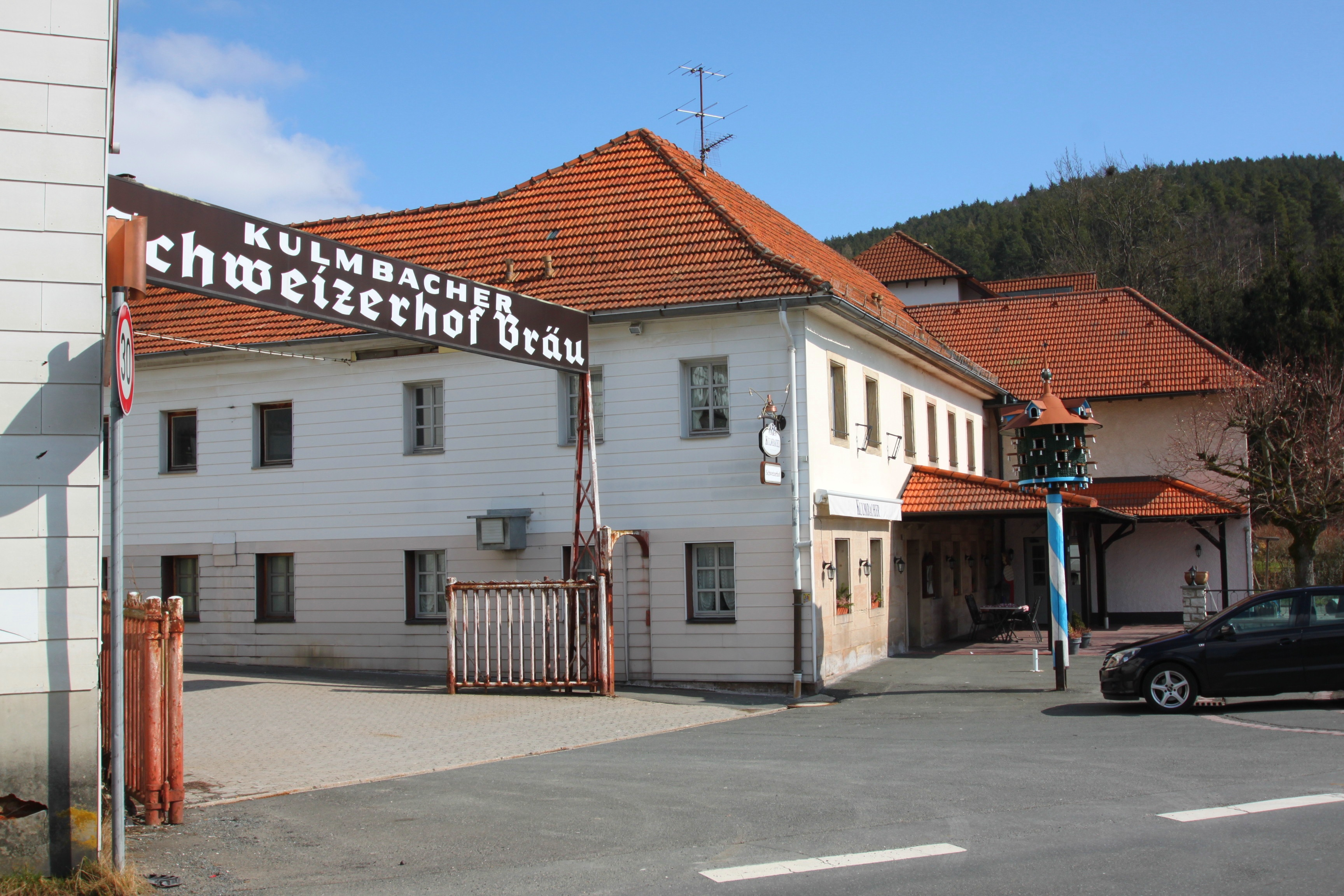
Gasthaus

Ziegelhütten (oberfränkisch: Dsiglhiddn) ist ein Gemeindeteil der Großen Kreisstadt Kulmbach im Landkreis Kulmbach (Oberfranken, Bayern). Ziegelhütten liegt in der Gemarkung Metzdorf.

## Geografie
Das Pfarrdorf Ziegelhütten bildet mit Petzmannsberg im Westen und Pörbitsch im Osten eine geschlossene Siedlung nördlich des Weißen Mains. Die Dobrach fließt entlang der Gemarkungsgrenze zu Petzmannsberg und mündet als rechter Zufluss in den Weißen Main. Im Nordosten grenzt der Ziegelhüttener Forst auf einem Höhenrücken an. Im Ort sind drei Bäume als Naturdenkmäler geschützt. Die Bundesstraße 85 führt zur Bundesstraße 289 (0,5 km südöstlich) bzw. nach Höferänger (2 km nördlich).

## Geschichte
Der Ort, nach seiner Funktion als Feldbrandziegelei benannt, wurde 1496 als „Zigelhüten“ erstmals urkundlich erwähnt. Während des Zweiten Markgrafenkrieges (1553/54) wurde die Plassenburg belagert, die umliegenden Orte mit Ziegelhütten wurden verwüstet.
Gegen Ende des 18. Jahrhunderts bestand Ziegelhütten aus elf Anwesen (drei Güter, ein Gütlein, sechs Tropfgütlein und ein Tropfhaus mit Zapfenschankgerechtigkeit). Das bayreuthische Stadtvogteiamt Kulmbach übte das Hochgericht aus, es hatte auch die Dorf- und Gemeindeherrschaft inne. Das Kastenamt Kulmbach war Grundherr sämtlicher Anwesen. Außerdem gab es ein Forsthaus, das von der Oberforstmeisterei Kulmbach-Oberpreuschwitz verwaltet wurde.
Von 1797 bis 1810 unterstand der Ort dem Justiz- und Kammeramt Kulmbach. Mit dem Gemeindeedikt wurde Ziegelhütten dem 1811 gebildeten Steuerdistrikt Burghaig und der 1812 gebildeten gleichnamigen Ruralgemeinde zugewiesen. Ab 1818 gehörte er zur Ruralgemeinde Metzdorf. Am 1. April 1946 wurde Ziegelhütten nach Kulmbach eingegliedert.

### Baudenkmäler
- Dreibrunnenweg 2: Türrahmung
- Fuchsweg 1: Wohnstallhaus
- Lorenz-Sandler-Straße 26: Sogenannter Hetenhof
- Ziegelhüttener Straße 38: Gasthaus
- Ziegelhüttener Straße 53: Ehemaliges Forsthaus
- Ziegelhüttener Straße 55: Ehemaliges HJ-Heim, jetzt Grundschule

### Einwohnerentwicklung
| Jahr      | 001818 | 001861 | 001871 | 001885 | 001900 | 001925 | 001950 | 001961 | 001970 | 001987 |
| Einwohner | *      | 107    | 118    | 159    | 315    | 478    | 934    | 1045   | 367    | †      |
| Häuser    | *      |        |        | 19     | 31     | 55     | 107    | 153    |        | †      |
| Quelle    | [ 7 ]  | [ 10 ] | [ 11 ] | [ 12 ] | [ 13 ] | [ 14 ] | [ 15 ] | [ 16 ] | [ 17 ] | [ 18 ] |

## Religion
Ziegelhütten ist seit der Reformation evangelisch-lutherisch geprägt und war ursprünglich nach St. Petrus (Kulmbach) gepfarrt, seit der zweiten Hälfte des 20. Jahrhunderts ist die Pfarrei Friedenskirche (Ziegelhütten) zuständig.